# Grove Park
Grove Park – to wielofunkcyjny stadion w Charlestown, na wyspie Nevis w Saint Kitts i Nevis. Swoje mecze rozgrywa na nim drużyna piłkarska BAS Stoney Grove Strikers. Stadion może pomieścić 1000 osób.